# Miloszlavszkojei járás

A Miloszlavszkojei járás a Rjazanyi területen

A Miloszlavszkojei járás (oroszul: Милославский район) Oroszország egyik járása a Rjazanyi területen. Székhelye Miloszlavszkoje.

## Népesség
- 1989-ben  20 808 lakosa volt.
- 2002-ben 16 564 lakosa volt.
- 2010-ben 16 564 lakosa volt.